# إستر هيكس
إستر هيكس (بالإنجليزية: Esther Hicks)‏ هي كاتبة للأطفال وكاتِبة أمريكية، ولدت في 5 مارس 1948 في كولفيل في الولايات المتحدة.
شاركت في كتابة تسعة كتب مع زوجها الراحل جيري هيكس، وقدمت العديد من ورش العمل حول قانون الجذب مع منشورات أبراهام هيكس، وظهرت في النسخة الأصلية لفيلم السر 2006 . كتبت هيكس بعد ذلك سلسلة قانون الجذب، وهي - وفقًا لإستير هيكس - «مُترجمة عن مجموعة كيانات غير مادية تُدعى أبراهام» وتعتبر هيكس وسيط روحاني بينهم وبين الناس. تصف هيكس ما تفعله بأنه الاستفادة من «الذكاء اللامتناهي» تسميه «المصدر The Source» 
الخطوط العريضة لتعاليم إبراهام - هيكس
وفقًا لإستير وجيري هيكس، يتكون «أبراهام» من مجموعة من الكيانات التي «فسرتها» إستير هيكس. وصف «إبراهام» أنفسهم بأنهم «وعي جماعي من البُعد غير المادي». قالوا أيضًا: «نحن ما أنت عليه. أنتم صدارة ما نحن عليه. نحن في قلب كل الأديان.» قال إبراهام - من خلال إستير - أنه كلما شعر المرء بلحظات من الحب العظيم أو البهجة أو الفرح الخالص، فهذه هي طاقة المصدر وهذا هو إبراهام.
تسمي إستير إبراهام «الذكاء اللامتناهي»، ويقول جيري أنهم «أنقى أشكال الحب التي اختبرها على الإطلاق». تستند تعاليمهم (المعروفة باسم «تعاليم إبراهيم-هيكس») إلى هذه التجربة. 
تتضمن المبادئ الأساسية لجوهر تعاليم إبراهام-هيكس تم تقديمها منذ عام 1985 على النحو التالي:
1. الأفراد هم امتدادات جسدية غير مادية.
2. الناس في أجسادهم لأنهم اختاروا ذلك.
3. اساس الحياة هو الحرية. الغرض من الحياة هو الفرح. نتيجة الحياة هي النمو.
4. الناس مبدعون. يخلقون بأفكارهم واهتمامهم.
5. كل ما يمكن أن يتخيله الناس بوضوح من خلال العاطفة أو إنشاء اهتزاز مطابق مثالي، فهو متاح لهم أن يكونوه، أو يفعلونه، أو يمتلكونه.
6. يختار الأفراد إبداعاتهم عندما يختارون تركيزهم.
7. تشير المشاعر إلى ما يصنعه الناس، إما بوعي أو بغير وعي.
8. الكون يعشق الناس. ويعرف أعمق وأعظم نواياهم.
9. الدعوة موجهة إلى الأفراد للاسترخاء والسعادة بالعودة إلى طبيعتهم ومعرفة أن كل شيء على ما يرام.
10. لا يُقصد بالحياة أن تكون صراعًا، بل هي عملية سماح.
11. الناس هم منشئو «الممرات» على «دروب الفرح» الفريدة الخاصة بهم.
12. المظاهر الجسدية المرغوبة مثل المال والعلاقات ونجاح نمط الحياة هي منتجات ثانوية للتركيز على الفرح.
13. يمكن للأفراد مغادرة أجسادهم دون مرض أو ألم.
14. لا يمكن للناس أن يموتوا. لأن حياتهم ابدية. إن موت الجسد المادي لا ينهي حياة الفرد.
15. إن طبيعة الكون تؤكد الحياة. إنه لانهائي وخلاق ومتوسع.
16. كل الرغبات يمكن أن تتحقق.
17. الناس يخلقون واقعهم الخاص من خلال انتباههم وتركيزهم.
18. العواطف هي نظام توجيه للشخص يشير إلى مدى قرب أو بعد ذلك الشخص من شعور مصدره تجاه موضوع معين من التركيز.
19. من المفترض أن تكون الحياة ممتعة وسهلة.
20. الأفراد ليسوا فقط جزءًا من الكون، لكنهم مصدره بالقعل.[5]

يتمحور جزء كبير من عمل هيكس حول قانون الجذب، وهو مفهوم كتب عنه ويليام ووكر أتكينسون (1862-1932) في كتابه اهتزاز الفكر أو قانون الجذب في عالم الفكر (1906).